# Traditionelle Bauten der Aschanti
Zehn noch erhaltene Traditionelle Bauten der Aschanti wurden 1980 von der UNESCO zum 
Weltkulturerbe erklärt. Die Bauten befinden sich in der Umgebung von Kumasi, der alten Hauptstadt des Aschantireiches, in den Orten:
- Abirim
- Asawase
- Asenemaso
- Bodwease
- Ejisu Besease
- Adarko Jachie
- Edwenase
- Kentinkrono
- Patakro
- Saaman

Diese Bauten stellen die letzten, bedeutenden baulichen Überreste des Aschantireiches dar, das nach 250 Jahren Bestehen und Herrschaft über die meisten Teile des heutigen Ghanas Ende des 19. Jahrhunderts von Großbritannien besiegt wurde. Seine Hauptstadt Kumasi wurde in diesem Zusammenhang 1874 von den Briten geplündert und während des Aufstands von Yaa Asantewaa 1900 belagert und bei beiden Gelegenheiten schwer zerstört. Die Bauwerke sind zudem aus Erde, Holz und Stroh errichtet und daher anfällig für die Einflüsse von Zeit und Wetter. In gleicher Weise sind die traditionellen Aschantibauten aber auch ein Opfer des Aufschwungs der Aschantiregion im 20. Jahrhundert geworden. Der neue Wohlstand brachte den Wechsel von traditioneller Bauweise hin zu modernen Materialien wie Beton oder Aluminium, christliche Kirchen und islamische Moscheen ersetzten die traditionellen Fetischhäuser. Während die Bedeutung der teilweise ebenfalls zum Weltkulturerbe erklärten europäischen Festungen an der Küste Ghanas für die Geschichte des Landes früh erkannt wurde, dauerte es bis in die 1960er Jahre, ehe Anstrengungen unternommen wurden, auch die Aschantibauten zu bewahren.